# Боровая (Пензенская область)
Боровая — деревня в Кузнецком районе Пензенской области. Входит в состав городского поселения рабочий посёлок Верхозим.

## География
Деревня расположена в восточной части области на расстоянии примерно в 26 километрах по прямой к западу-юго-западу от районного центра Кузнецка.
Часовой пояс
Деревня Боровая как и вся Пензенская область, находится в часовой зоне МСК (московское время). Смещение применяемого времени относительно UTC составляет +3:00.

## Население
| 1795 | 1859 | 1911 | 1926 | 1930 | 1939 | 1959 |
| ---- | ---- | ---- | ---- | ---- | ---- | ---- |
| 184  | ↗288 | ↘278 | ↗333 | ↘284 | ↗322 | ↘258 |
| 1979 | 1989 | 2002 | 2010 |      |      |      |
| ↘132 | ↘94  | ↗103 | ↘59  |      |      |      |

Национальный состав
Согласно результатам переписи 2002 года, в национальной структуре населения русские составляли 87 % из 103 чел..

## Видео
- Деревня Боровая с квадрокоптера (5.05.2022)
- Старинная мостовая в д. Боровая (5.05.2022)